# Milan Orožen Adamič

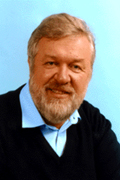
Milan Orožen Adamič

Milan Orožen Adamič (* 26. März 1946 in Ljubljana, Jugoslawien; † 15. Mai 2018 in Ljubljana, Slowenien) war ein jugoslawischer und slowenischer Geograph, Wissenschaftspolitiker und Diplomat.

## Biografie
Orožen Adamič schloss 1971 sein Studium an der Philosophischen Fakultät der Universität Ljubljana ab. Zunächst war er als Designer am Stadtplanungsinstitut Ljubljana tätig, ab 1974 als Forscher am Anton-Melik-Institut für Geographie der Slowenischen Akademie der Wissenschaften und Künste (ZRC SAZU). Als Forscher widmete er sich der Erforschung von Natur- und Umweltkatastrophen sowie Umweltschutz.
Melik war ab 2001 Dozent für Geographie an der Universität Ljubljana und der Universität Primorska.
Milan Orožen Adamič engagierte sich aktiv in der slowenischen und internationalen (Wissenschafts-)Politik.  Er war Präsident der UNESCO Slowenien und Mitglied des zentralen Exekutivkomitees der UNESCO.
Von 2005 bis 2009 war er Botschafter der Republik Slowenien in Kroatien (2005–2009).
Orožen Adamič entwickelte in den 1990er Jahren gemeinsam mit Ivan Gams und Drago Kladnik  ein heute breit akzeptiertes Konzept zur regionalen geographischen Gliederung Sloweniens.

## Veröffentlichungen (Auswahl)
- Drago Perko, Milan Orožen Adamič: Slovenija: pokrajine in ljudje. Ljubljana, Mladinska knjiga 1998[3]
- Ivan Gams, Drago Kladnik, Milan Orožen Adamič: Naravnogeografske regije Slovenije. In: M. Orožen Adamič, D. Perko, D. Kladnik: Priročni krajevni leksikon Slovenije. DZS, Ljubljana 1996[4]